# Kirgistan na Letnich Igrzyskach Paraolimpijskich 2012
Kirgistan na Letnich Igrzyskach Paraolimpijskich 2012 w Londynie reprezentował 1 zawodnik.
Dla reprezentacji Kirgistanu był to piąty start w igrzyskach paraolimpijskich (poprzednio w 1996, 2000, 2004 i 2008 roku). Dotychczas żadnemu zawodnikowi nie udało się zdobyć paraolimpijskiego medalu. 
Przed przemianami ustrojowymi związanymi z rozpadem ZSRR zawodnicy pochodzący z terenu dzisiejszego Kirgistanu występowali w 1992 roku pod barwami Drużyny Zjednoczonej, zaś w 1988 roku pod barwami reprezentacji Związku Radzieckiego (ZSRR).
Jedynym zawodnikiem reprezentującym Kirgistan był Esen Kalijew specjalizujący się w podnoszeniu ciężarów. Dla tego zawodnika debiut na igrzyskach paraolimpijskich.

## Kadra

### Podnoszenie ciężarów
Mężczyźni
| Zawodnik     | Konkurencja | Łączny wynik | Poz. |
| ------------ | ----------- | ------------ | ---- |
| Esen Kalijew | -52kg       | 141          | 10.  |